# National Council of Women of Canada
National Council of Women of Canada (NCWC) eller Conseil national des femmes du Canada (CNFC), är en kvinnoförening i Kanada, grundad 1893.  Det är Kanadas representant i International Council of Women (ICW).
Föreningen grundades för att tjäna som Kanadas del av International Council of Women (ICW), sedan ICW, som grundats 1888, fick en fast organisation just 1893, och fick också samma ordförande, Ishbel Hamilton-Gordon. Den skulle tjäna en rådgivande roll till regeringen kring för att försvara kvinnors rättigheter inom existerande lagstiftning. 